# Марянув-Колацький
Марянув-Колацький (пол. Marianów Kołacki) — село в Польщі, у гміні Бжезіни Бжезінського повіту Лодзинського воєводства.
Населення — 58 осіб (2011).
У 1975-1998 роках село належало до Скерневицького воєводства.

## Демографія
Демографічна структура станом на 31 березня 2011 року:
|          | Загалом | Допрацездатний вік | Працездатний вік | Постпрацездатний вік |
| -------- | ------- | ------------------ | ---------------- | -------------------- |
| Чоловіки | 29      | 3                  | 20               | 6                    |
| Жінки    | 29      | 4                  | 14               | 11                   |
| Разом    | 58      | 7                  | 34               | 17                   |